# Candidella helminthophora
Candidella helminthophora är en korallart som först beskrevs av Nutting 1908.  Candidella helminthophora ingår i släktet Candidella och familjen Primnoidae. Inga underarter finns listade i Catalogue of Life.